# Kirgisisch-russische Beziehungen
Die Kirgisisch-russischen Beziehungen sind das zwischenstaatliche Verhältnis zwischen Kirgisistan und Russland. Die Gebiete der Kirgisen gelangten im 19. Jahrhundert unter den Einfluss der Russisches Reiches und gehörten später als Kirgisische Sozialistische Sowjetrepublik zur Sowjetunion. Nach dessen Zerfall wurden die diplomatischen Beziehungen zwischen der Russischen Föderation und der Kirgisischen Republik wurden am 20. März 1992 offiziell aufgenommen. Beide Staaten sind seither enge strategische Partner; die kirgisische Führung betont regelmäßig die herausragende Rolle Russlands als politischer und wirtschaftlicher Hauptverbündeter. Die Zusammenarbeit erstreckt sich auf Sicherheitsbündnisse (OVKS) und wirtschaftliche Integration (Eurasische Wirtschaftsunion) sowie intensive kulturelle und personelle Kontakte. Kirgistan unterstützt in der Regel die außenpolitischen Positionen Moskaus und verhält sich in internationalen Konfliktfragen (wie dem Ukraine-Krieg) neutral bis russlandfreundlich.

## Geschichte

### Russisches Reich und Kirgistan (bis 1917)

Russisches Turkestan um 1900

Im 19. Jahrhundert geriet das Gebiet des heutigen Kirgistan schrittweise unter russische Herrschaft. Zunächst standen die kirgisischen Stammesgebiete unter dem zentralasiatischen Khanat Kokand, doch nutzte das expandierende Zarenreich lokale Rivalitäten und unterwarf bis 1876 fast die gesamte Bevölkerung auf dem Gebiet des heutigen Kirgisien seinem Imperium. Ihre Stammengebiete wurden ins Generalgouvernement Turkestan eingegliedert, wobei die Verwaltungsgrenzen nicht nach ethnischen Kriterien, sondern aus administrativ-ökonomischen Gesichtspunkten gezogen wurden. Die russische Kolonialverwaltung beließ viele traditionelle Strukturen bestehen; die kirgisische Stammesorganisation und Lebensweise blieben vorerst weitgehend unverändert. Der Zuzug europäischer Siedler (vorwiegend Russen und Ukrainer) war vergleichsweise gering, führte aber zu Landkonflikten: In manchen nördlichen Bezirken besaßen russische Bauern 1916 bereits über die Hälfte des Ackerlandes. Im selben Jahr erhob sich die einheimische Bevölkerung gegen die zaristischen Behörden, nachdem diese begonnen hatten, zentralasiatische Muslime zwangsweise für den Arbeitsdienst im Ersten Weltkrieg zu rekrutieren. Der Aufstand von 1916 (von den Kirgisen als Urkun bezeichnet) wurde brutal niedergeschlagen; schätzungsweise 100.000 Kirgisen kamen durch Strafexpeditionen oder auf der Flucht ums Leben. Die russische Oktoberrevolution 1917 leitete dann einen Machtwechsel ein: Die Bolschewiki versprachen den Völkern Zentralasiens Autonomierechte und Landreformen zugunsten der einheimischen Bevölkerung. Diese Politik ebnete den Weg für eine sowjetische Neuordnung der Region, in der auch die staatliche Herausbildung Kirgistans ihren Anfang nahm.

### Sowjetzeit in Kirgistan (1918–1991)
Nach dem Ende des Russischen Kaiserreichs wurde Kirgistan Teil der neuen Sowjetunion. Zunächst existierte ab 1918 eine Turkestanische Autonome Sozialistische Sowjetrepublik, bevor 1924 im Zuge der national-territorialen Abgrenzung Mittelasiens ein autonomes Gebiet für die kirgisische Bevölkerung geschaffen wurde. Davor wurden Kigisen nicht von den Kasachen unterschieden, sodass die Schaffung einer eigenständigen kirgisischen Nation entscheidend auf den ethnischen Klassifikationen der Sowjetzeit beruht. Dieses Kara-Kirgisische autonome Gebiet (später Kirgisisches Autonomes Gebiet) wurde 1926 zur Kirgisischen Autonomen Sozialistischen Sowjetrepublik innerhalb der RSFSR erhoben und schließlich 1936 als Kirgisische Sowjetrepublik (Kirgisische SSR) eine Unionsrepublik der UdSSR. Die Sowjetzeit war geprägt von einer ambivalenten Entwicklung: Einerseits förderte Moskau Bildung, Industrialisierung und kulturelles Leben in Kirgistan. Die vormals überwiegend analphabetische kirgisische Bevölkerung profitierte von umfassenden Alphabetisierungskampagnen, einem staatlichen Gesundheitswesen und der Gründung kultureller Institutionen; die kirgisische Sprache erhielt offiziell Status und kirgisische kommunistische Parteikader wurden gezielt gefördert.

Flagge der Kirgisischen SSR (1952–1991)

Andererseits gingen die Sowjetisierung und Kollektivierung mit harter Repression einher. Die traditionelle nomadische Lebensweise der Kirgisen wurde ab den 1930er-Jahren gewaltsam umgewandelt, die alte Elite und religiöse Führungsschicht eliminiert, und die muslimische Praxis wurde durch atheistische Propaganda unterdrückt. Die Schrift der kirgisischen Sprache wurde zuerst von arabischen auf lateinische Buchstaben und 1940 schließlich auf das russische Kyrillisch umgestellt, was die kulturelle Russifizierung weiter vorantrieb. In den stalinistischen Säuberungen 1937/38 fiel ein Großteil der jungen kirgisischen Intelligenz zum Opfer. Während des Zweiten Weltkriegs erlebte Kirgistan einen wirtschaftlichen Aufschwung, da zahlreiche Industriebetriebe und Hochschulen aus dem westlichen Teil der UdSSR ins kirgisische Gebiet weg von der Ostfront verlagert wurden. Dies führte auch zu einem Anstieg der russischsprachigen Bevölkerung in den Städten. Insgesamt blieb Kirgistan ein Vielvölkerstaat innerhalb der UdSSR: Laut der letzten sowjetischen Volkszählung von 1989 stellten die Kirgisen mit 52 % nur knapp die Mehrheit der 4,26 Millionen Einwohner, während Russen (21,5 %), Usbeken (13 %) und andere Ethnien große Minderheiten bildeten.
In den späten 1980er-Jahren wuchsen ethnische Spannungen – so kam es 1990 in Osch zu schweren Unruhen zwischen Kirgisen und der usbekischen Minderheit. Der Zusammenbruch der Sowjetunion 1991 wurde in Kirgistan zwiespältig aufgenommen: Viele Einwohner profitierten zwar von der neu erlangten Unabhängigkeit, doch führte der Wegfall des sowjetischen Wirtschaftsraums zu einer tiefen Rezession und gesellschaftlichen Verunsicherung. Während der Sowjetzeit war die rückständige kirgisische Unionsrepublik stets auf Subventionen aus Moskaus angewiesen gewesen, welche nun wegbrachen.

### Russland und Kirgistan nach 1991

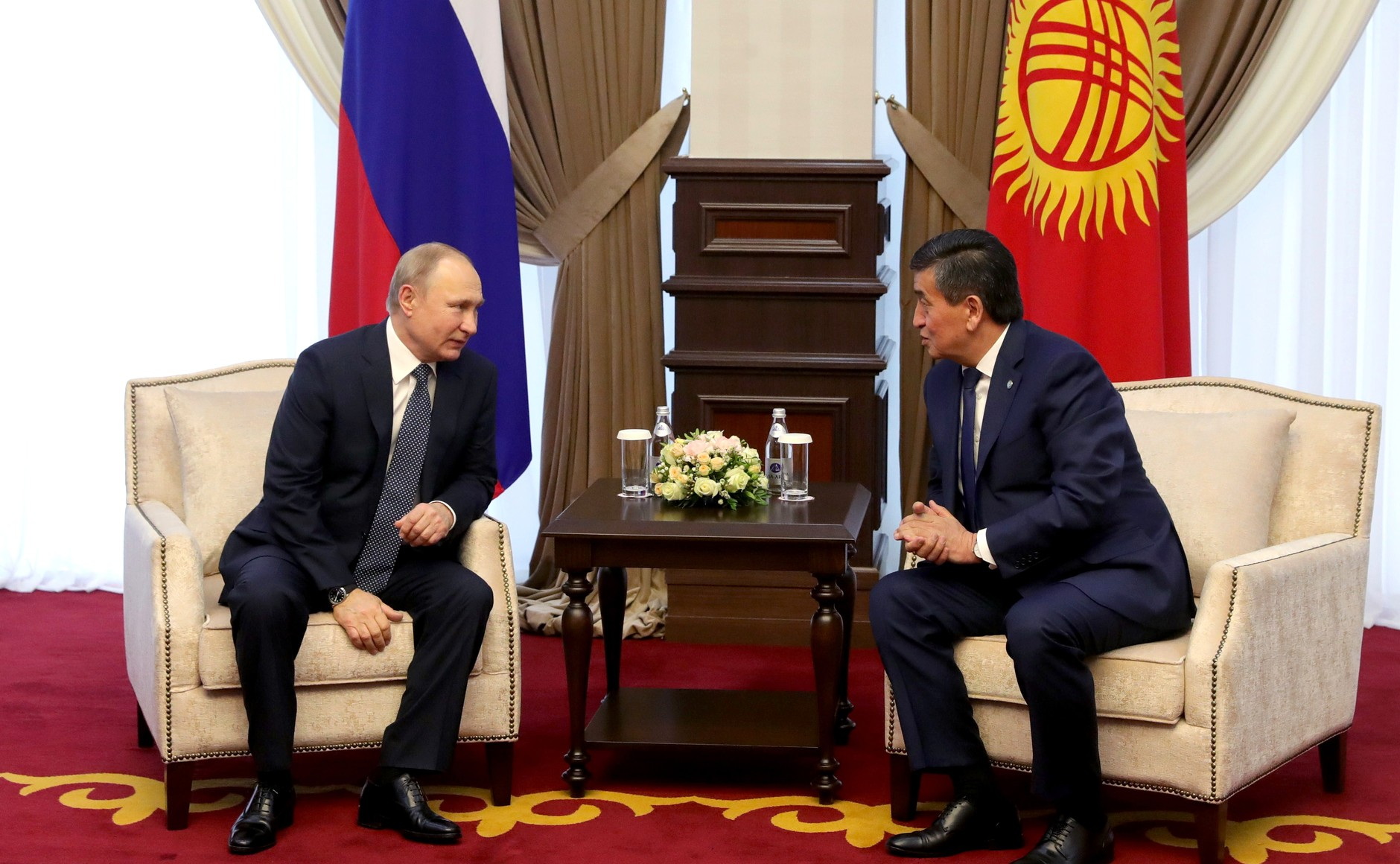
Wladimir Putin mit Sooronbai Dscheenbekow (2019)

Nach der Unabhängigkeit Kirgistans 1991 blieben die Beziehungen zu Russland eng und freundschaftlich. Bereits 1992 unterzeichneten beide Staaten einen Vertrag über Freundschaft, Zusammenarbeit und gegenseitige Hilfe, dem im Jahr 2000 eine „Deklaration über ewige Freundschaft und Partnerschaft“ folgte. Kirgistan schloss sich der Gemeinschaft Unabhängiger Staaten (GUS) an und trat 1992 dem kollektiven Sicherheitsvertrag bei, aus dem 2002 die Organisation des Vertrags über kollektive Sicherheit (OVKS) hervorging. Russland übernahm in den folgenden Jahrzehnten die Rolle des wichtigsten Sicherheits- und Bündnispartners für Kirgistan. So unterstützt Moskau die kirgisische Armee mit Ausrüstung zu Vorzugspreisen und investierte in die Reaktivierung kirgisischer Rüstungsbetriebe. 2003 eröffnete Russland einen Luftwaffenstützpunkt in Kant bei Bischkek, dessen Laufzeit 2012 um 15 Jahre verlängert wurde, wofür Russland Kirgisistan einen Schuldenerlass in Höhe von 500 Millionen US-Dollar gewährte. Im Gegenzug schloss Kirgistan 2014 den US-Luftwaffenstützpunkt Manas, womit Russland seine dominante Stellung als militärischer Akteur im Land festigte.
Trotz innenpolitischer Umbrüche – etwa den Regierungswechseln infolge der Tulpenrevolution von 2005 sowie durch erneute Proteste 2010 – orientierte sich Kirgistan außenpolitisch weiterhin eng an Moskau. Präsident Almasbek Atambajew (2011–2017) betonte: „Wir sind durch eine gemeinsame Geschichte und ein gemeinsames Schicksal mit Russland verbunden; wir können keine Zukunft ohne Russland haben“. 2015 trat Kirgistan der von Russland geführten Eurasischen Wirtschaftsunion (EAWU) bei, um die wirtschaftliche Integration zu vertiefen. Seither hat sich der Handel mit Russland deutlich intensiviert.  Auch politisch blieb das Verhältnis eng. Die Staatschefs beider Länder treffen einander regelmäßig, um Kooperation in allen Bereichen zu koordinieren. In den 2020er-Jahren bauten Russland und Kirgistan ihre Allianz weiter aus – so vereinbarten sie 2023 die Einrichtung eines gemeinsamen regionalen Luftverteidigungssystems.

## Wirtschaftsbeziehungen

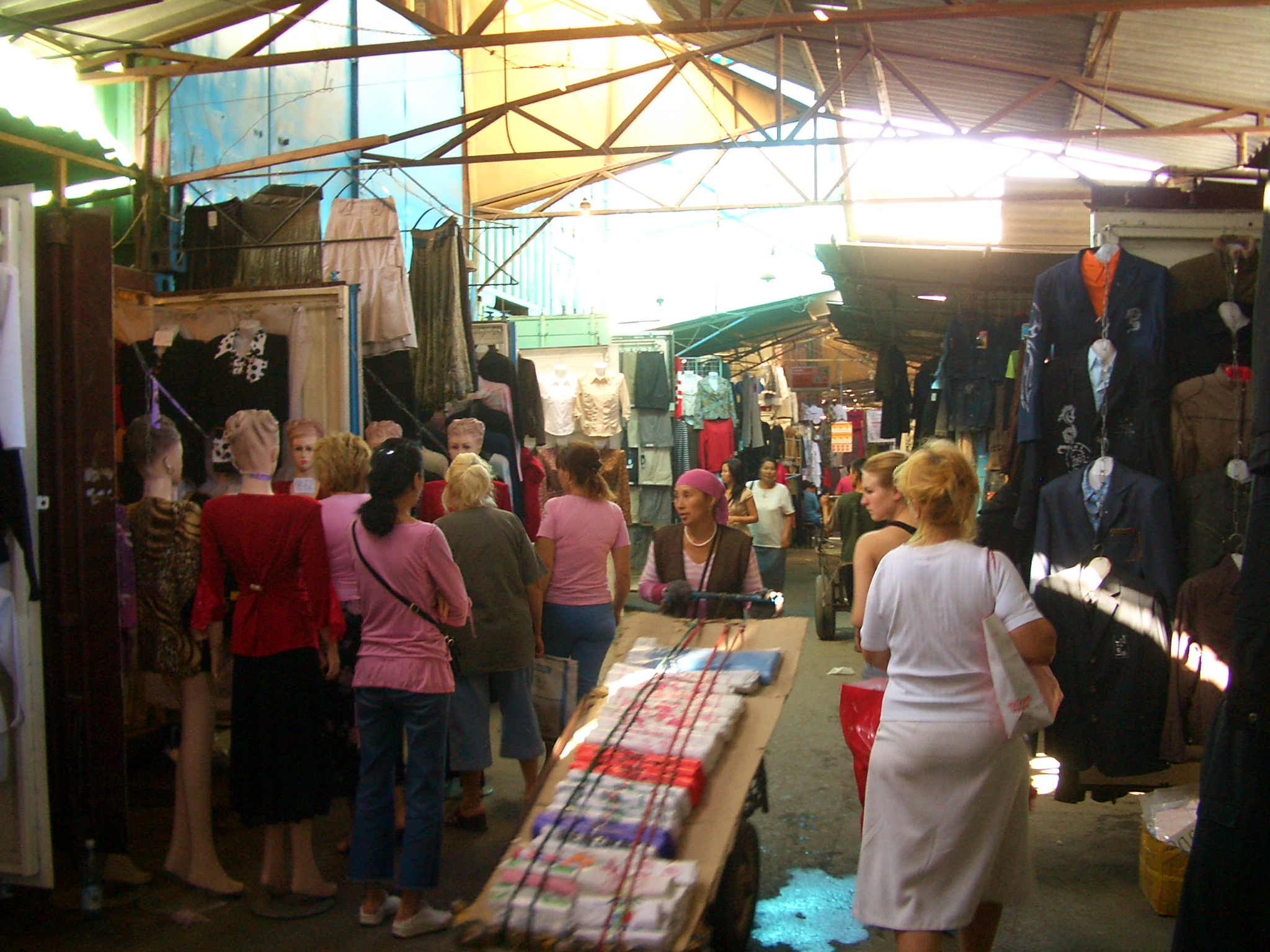
Der riesige Dordoi-Basar in Bischkek, der mit speziellen Shuttle-Bussen aus Sibirien angefahren wird, ist ein wichtiges Zentrum für die Versorgung des russischen Marktes mit chinesischen Konsumgütern.

Russland ist einer der wichtigsten Wirtschaftspartner Kirgistans und sein größter Einzelmarkt. Das Handelsvolumen zwischen beiden Ländern lag 2024 bei rund 3,2 Milliarden US-Dollar, was einer Steigerung um 16,6 % gegenüber dem Vorjahr entspricht. Hauptsächlich exportiert Kirgistan agrarische Erzeugnisse (etwa Obst, Gemüse und Textilien) sowie Metallwaren nach Russland, während es im Gegenzug vor allem Erdölprodukte, Gas, Maschinen und Konsumgüter aus Russland importiert.  Seit Kirgistans Beitritt zur Eurasischen Wirtschaftsunion 2015 profitieren beide Seiten von wegfallenden Zöllen und einem erleichterten Warenverkehr, auch wenn technische Handelshemmnisse fortbestehen. Nach Verhängung westlicher Sanktionen gegen Russland 2022 wurde ein starker Anstieg europäischer Lieferungen nach Kirgistan verzeichnet, die von dort aus weiter nach Russland exportiert werden. So stiegen Kirgistans eigene Exporte nach Russland 2022 sprunghaft von 393 Mio. US$ im Vorjahr auf über 1,07 Mrd. US$, was auf umfangreiche Re-Exporte zurückgeführt wird, die internationale Sanktionen umgehen.
Ein wichtiger Pfeiler der Finanzbeziehungen ist der Russisch-Kirgisische Entwicklungsfonds, der 2014 eingerichtet wurde, um Kirgistans Wirtschaft bei der Anpassung an die EAWU zu unterstützen. Bis 2024 finanzierte dieser Fonds über 3.500 Projekte in Kirgistan mit insgesamt rund 750 Millionen US-Dollar, insbesondere in Industrie, Landwirtschaft und Infrastruktur. Neben staatlichen Investitionen sind auch über 700 russische Firmen in Kirgistan tätig (darunter Banken, Telekommunikations- und Bergbauunternehmen), was Russland zum größten ausländischen Investor des Landes macht. Moskau hat Bischkek ferner wiederholt finanziell entlastet, etwa durch Schuldenerlasse: 2012 wurde Kirgistan fast eine halbe Milliarde US-Dollar Schulden erlassen, im Austausch für eine Verlängerung der russischen Militärpräsenz und Beteiligungen an Energieprojekten. Russland hat seine wirtschaftliche Präsenz im kirgisischen Energiesektor massiv ausgebaut: Der staatliche Konzern Gazprom übernahm 2014 die Kontrolle über das kirgisische Gasversorgungsnetz und schloss langfristige Lieferverträge, um Kirgistan bis mindestens 2040 mit Erdgas zu versorgen.

## Kultur und Migration
Die historischen Verbindungen und die gemeinsame Sowjetvergangenheit prägen bis heute die kulturellen Beziehungen zwischen Russland und Kirgistan. Russisch ist in Kirgistan neben Kirgisisch als offizielle Amtssprache anerkannt und dient als wichtige Verkehrs- und Bildungssprache. In Schulen und Hochschulen des Landes wird vielfach auf Russisch unterrichtet; so existiert in Bischkek die Kirgisisch-Russische Slawische Universität, und Russland fördert durch Programme und Kulturzentren gezielt die Pflege der russischen Sprache und Kultur in Kirgistan. Gleichzeitig hat seit 1991 ein demographischer Wandel stattgefunden: Der Anteil der ethnischen Russen in Kirgistan ging durch Auswanderung deutlich zurück – von rund 21 % der Bevölkerung im Jahr 1989 auf etwa 8 % (ca. 420.000 Personen) im Jahr 2009. Viele russischsprachige Kirgiser und Angehörige anderer Minderheiten verließen nach der Unabhängigkeit das Land, wodurch Kirgistan kulturell stärker turksprachig geprägt wurde, auch wenn Russisch im urbanen Raum dominant blieb.
Umgekehrt entstand in Russland eine große kirgisische Diaspora: Seit den 1990er-Jahren suchen zahlreiche Kirgisen Arbeit in russischen Städten. Zeitweise arbeiteten knapp 1,5 Million kirgisische Bürger in Russland, legal oder temporär, was nahezu einem Fünftel der kirgisischen Gesamtbevölkerung entsprach. Die Überweisungen dieser Arbeitsmigranten haben immense wirtschaftliche Bedeutung – sie machen etwa ein Drittel des kirgisischen Bruttoinlandsprodukts aus. Offiziellen Angaben zufolge halten sich derzeit über 400.000 kirgisische Arbeitskräfte dauerhaft in Russland auf; Hunderttausende von ihnen haben inzwischen die russische Staatsbürgerschaft erworben. Durch Kirgistans Beitritt zur Eurasischen Wirtschaftsunion wurden die Bedingungen für Migranten deutlich erleichtert: Seit 2015 genießen kirgisische Staatsbürger in Russland Freizügigkeit auf dem Arbeitsmarkt und benötigen keine Arbeitserlaubnis mehr. Dies hat den zuvor häufig prekären und illegalen Beschäftigungsverhältnissen teilweise ein Ende gesetzt. Dennoch bestehen weiterhin Probleme. Fälle von Ausbeutung und fremdenfeindlichen Übergriffen auf zentralasiatische Arbeitsmigranten sorgen für Spannungen. Die Regierung in Bischkek betrachtet den Schutz der in Russland lebenden Bürger deshalb als wichtiges Thema der bilateralen Agenda.